# 만장일치
만장일치 또는 전원일치는 주어진 상황에서 모든 사람들의 합의 의사결정이다. 단체는 만장일치 결정을 하나의 사회적, 정치적, 또는 절차적 동의, 연대, 통합의 증거로 간주할 수 있다. 만장일치는 만장일치로 된 투표 이후 또는 반대의 부재로써 간주할 수 있다.

## 같이 보기
- 합의 의사결정
- 자유거부권